# Onthophagus neocolobus
Onthophagus neocolobus es una especie de insecto del género Onthophagus, familia Scarabaeidae, orden Coleoptera.

## Historia
Fue descrita científicamente por Scheuern en 1996.